# ARL4A
ARL4A (англ. ADP ribosylation factor like GTPase 4A) – білок, який кодується однойменним геном, розташованим у людей на короткому плечі 7-ї хромосоми. Довжина поліпептидного ланцюга білка становить 200 амінокислот, а молекулярна маса — 22 615.
| 10         |  | 20         |  | 30         |  | 40         |  | 50         |
| ---------- |  | ---------- |  | ---------- |  | ---------- |  | ---------- |
| MGNGLSDQTS |  | ILSNLPSFQS |  | FHIVILGLDC |  | AGKTTVLYRL |  | QFNEFVNTVP |
| TKGFNTEKIK |  | VTLGNSKTVT |  | FHFWDVGGQE |  | KLRPLWKSYT |  | RCTDGIVFVV |
| DSVDVERMEE |  | AKTELHKITR |  | ISENQGVPVL |  | IVANKQDLRN |  | SLSLSEIEKL |
| LAMGELSSST |  | PWHLQPTCAI |  | IGDGLKEGLE |  | KLHDMIIKRR |  | KMLRQQKKKR |
|            |  |            |  |            |  |            |  |            |

A: Аланін

C: Цистеїн

D: Аспарагінова кислота

E: Глутамінова кислота

F: Фенілаланін

G: Гліцин

H: Гістидин

I: Ізолейцин

K: Лізин

L: Лейцин

M: Метіонін

N: Аспарагін

P: Пролін

Q: Глутамін

R: Аргінін

S: Серин

T: Треонін

V: Валін

W: Триптофан

Білок має сайт для зв'язування з нуклеотидами, ГТФ. 
Локалізований у клітинній мембрані, цитоплазмі, ядрі, мембрані.